# Куже, Йосип
Йо́сип Ку́же (сербохорв. Josip Kuže; 13 ноября 1952, Вране — 16 июня 2013, Загреб) — футболист и тренер.

## Карьера игрока
Йосип Куже всю свою профессиональную карьеру провёл в хорватском клубе «Динамо» из Загреба, где играл на позиции защитника. Всего за «Динамо» Куже сыграл 384 матча, забил 14 голов. 11 раз вызывался в молодёжную сборную Югославии. Тем не менее он оставался в тени более известных и звёздных игроков «Динамо». В сезоне 1979/80 выиграл с клубом Кубок Югославии. В 1977 году — Балканский Кубок.

## Карьера тренера

### Начало
После завершения карьеры игрока Куже стал тренером. Первым его клубом стал австралийский «Сидней Кроатия», с которым он выигрывал чемпионаты в низших австралийских лигах. После двух лет работы на Зелёном Континенте Куже вернулся в Хорватию, тренировал клуб «Славонски Брод», позже стал тренером юниоров в родном «Динамо». В 1988 году Куже принимает клуб «Борац (Баня-Лука)», который только что под руководством Фазлича выиграл Кубок Югославии, находясь в то время во Второй Лиге. Также команда получила право повышения в классе. В едином сезоне Куже в «Бораце» клуб занял 14 место в Первой Лиге.
В 1989 году Куже принял загребское «Динамо». Сезон 1989/90 года «Динамо» завершило на втором месте, 11 очков уступив чемпиону — «Црвене Звезде». В следующем сезоне всё повторилось, только теперь отрыв был 10 очков. В 1991 году Куже покинул Загреб.

### Работа в Германии
Покинув Югославию, Куже принял предложение немецкого клуба «Рот-Вайсс (Эрфурт)». Для него это был первый опыт заграничной работы. Чемпионат вышел провальным. Команда Куже вылетела с последнего места Группы Юг Второй Бундеслиги, одержав за сезон лишь 5 побед. В июне 1992 Куже уволили.
Но вскоре пригласили в другой немецкий клуб — «Майнц 05». Клуб также играл во Второй Бундеслиге. За первый год работы Куже привёл клуб к 12-му месту в чемпионате, что было расценено как неплохой результат, и Куже остался ещё на один сезон. В следующем чемпионате «Майнц» занял 13 место, и Куже покинул клуб в октябре 1994.

### Работа в Японии
В 1996 году Куже пригласили в японский клуб «Гамба Осака» на смену немцу Зигфриду Хельду. Но в Японии работа не заладилась, по результатам сезона в Джей-лиге «Гамба» заняла 12 место, и Куже покинул клуб.

### Назад в Хорватию
В 1998 году Йосип Куже возвращается в Хорватию, приняв предложение клуба «Загреб», где снова не смог показать результат, закончив сезон на 10-м месте в Группе Выбывания, лишь на 1 очко обогнав вылетевший «Задар».
В 2000 году Куже предпринял третью попытку добиться результата в Германии, возглавив скромный «Хемницер». В этом клубе Куже установил свой «рекорд», будучи уволенным практически через 4 месяца работы (7 сентября — 29 ноября), а «Хемницер» вылетел из Второй Бундеслиги уже без него.
Три года Куже оставался без работы, пока в 2003 не принял «Интер (Запрешич)». Клуб снова оказался в Группе Выбывания, закончив на 8 месте, и Куже ушёл.
В 2005 году Куже снова принял Динамо из Загреба на сезон 2005/06, где наконец добился успеха — выиграл чемпионат Хорватии. Но на больший срок Куже в Динамо не остался, приняв в 2007 году клуб «Риека». С приходом Куже «Риека» поднялась с 7 на 4 место, попала в розыгрыш Кубка Интертото, но тренер снова ушёл, отработав лишь год. На этот раз в ещё один хорватский клуб — «Вартекс», однако покинул эту команду спустя два месяца (июнь-август 2007), не успев ничего сделать.

### Сборная Руанды
В ноябре 2007 года Куже возглавил сборную Руанды, снова сменив немецкого тренера — Михаэля Нееса. Под его руководством сборная не попала на Кубок Африки, но дошла до финала Кубка Восточной и Центральной Африки, где по пенальти со счётом 4:2 уступила Судану. Куже ушёл из Руанды в 2008 году, передав сборную другому тренеру — хорвату Бранко Тучаку.

### Снова Япония
В 2008 году Куже вернулся в Японию, возглавив клуб «Юнайтед Итихара», но был уволен, отработав те же четыре месяца, и заменён на шотландца Алекса Миллера.

### Сборная Албании
В 2009 году Куже встал во главе сборной Албании. Его дебютом стала крупнейшая по сей день победа албанцев — над сборной Кипра 6:1 в товарищеской встрече. При Куже Албания стала середняком отбора, который может отобрать очки у фаворитов группы. На 27 марта 2011 года, после 18 месяцев работы со сборной Куже имеет следующую статистику: четыре победы (включая товарищеские над Кипром и Северной Ирландией), пять ничьих (среди них с Данией в отборе к ЧМ-2010) и три поражения. Последним на данный момент достижением сборной Албании является победа над белорусами со счетом 1:0, добытая в рамках отбора к ЧЕ-2012.

### Работа в Китае
В январе 2012 назначен главным тренером китайского клуба «Тяньцзинь Тэда», сменив на этом посту уволенного голландца Ари Хана.

## Достижения

### Игрока
«Динамо» (Загреб)
- Обладатель Балканского Кубка (1): 1977
- Обладатель Кубка Югославии (1): 1979

### Тренера
«Динамо» (Загреб)
- Чемпион Хорватии (1): 2006

Сборная Руанды
- Финалист Кубка Восточной и Центральной Африки (1): 2007